# Estero Chalipen
Estero Chalipen är ett vattendrag i Chile.   Det ligger i regionen Región de la Araucanía, i den södra delen av landet, 700 km söder om huvudstaden Santiago de Chile. Estero Chalipen ligger vid sjön Lago Calafquen.
Runt Estero Chalipen är det ganska glesbefolkat, med 22 invånare per kvadratkilometer.